# Nikolaj Læsø
Nikolaj Læsø (født 15. november 1996) er en dansk håndboldspiller for FC Porto  og det danske landshold.
Han blev udvalgt som en del af det danske hold med 20 spillere til verdensmesterskabet i håndbold i 2021 i Egypten.